# كوون يون-بي
كوون يون-بي هي مغنية كورية جنوبية ولدت في 27 سبتمبر 1995.